# Вільково-Польське
Вільково-Польське (пол. Wilkowo Polskie) — село в Польщі, у гміні Веліхово Ґродзиського повіту Великопольського воєводства.
Населення — 994 особи (2011).
У 1975-1998 роках село належало до Познанського воєводства.

## Демографія
Демографічна структура станом на 31 березня 2011 року:
|          | Загалом | Допрацездатний вік | Працездатний вік | Постпрацездатний вік |
| -------- | ------- | ------------------ | ---------------- | -------------------- |
| Чоловіки | 486     | 119                | 326              | 41                   |
| Жінки    | 508     | 117                | 307              | 84                   |
| Разом    | 994     | 236                | 633              | 125                  |